# SOS Piet
SOS Piet is een Vlaams televisieprogramma. Het is een kookprogramma, waarin chef-kok Piet Huysentruyt bij een deelnemer thuis op bezoek gaat en helpt met een keukenprobleem. Het programma loopt op de commerciële zender VTM van het najaar van 2004 tot 2013 en opnieuw vanaf het najaar 2022.
Elke aflevering volgt eenzelfde scenario. Terwijl Piet toekijkt, bereidt de deelnemer een gerecht dat bij hem of haar steevast mislukt. Piet onderbreekt de deelnemer als hij iets verkeerd doet en springt dan zelf in. Piet heeft telkens een "geheim koffertje" of "magisch valiesje" mee met de juiste producten. Elke aflevering sluit op dezelfde manier af. Huysentruyt vraagt de deelnemer: "Wat hebben we vandaag geleerd?" en laat hem of haar vervolgens de drie dingen opsommen die hij tijdens Huysentruyt's bezoek heeft bijgeleerd over koken.
Typisch aan het programma is Huysentruyt's ultravrolijke uitstraling, zijn zware West-Vlaamse accent en de vrij betuttelende manier waarop hij met deze mensen omgaat.

## Varia
Er zijn reeds vijf 'SOS Piet'-boeken uitgekomen met de beste tips en gerechten uit het programma.
Vanaf maart 2012 kreeg het programma ook een radioversie op JOEfm waarin Piet Huysentruyt samen met Leen Demaré kookvragen van luisteraars oplost.

## Einde
Het programma was 9 jaar en 18 seizoen lang uitgezonden op VTM. In 2013 werd het programma stopgezet.

## Terugkeer
Vanaf 16 november 2022 keerde het programma terug voor het 19de seizoen ter gelegenheid van Huysentruyt's 60ste verjaardag. Het programma werd omgedoopt in SOS Piet XL. In 2024 volgde een nieuw seizoen. Gedurende deze 2 seizoen waren ook een reeds BV's te zien zoals; Jamie-Lee Six, Andy Peelman, Loïc Van Impe, Bart Appeltans, Celine Van Ouytsel, Annelien Coorevits, Niels Albert, Frank Duboccage, Margriet Hermans, Nathalie Meskens, Goedele Liekens, Maureen Vanherberghen, Sieg De Doncker, Pat Krimson, Loredana, Natalia, ...